# Standing on the Shoulder of Giants
Standing on the Shoulder of Giants è il quarto album in studio del gruppo musicale britannico Oasis, pubblicato il 28 febbraio 2000 dalla Big Brother e dalla Epic Records.
Nel Regno Unito è il 16º album con il maggior numero di copie vendute più velocemente, ben 310.000 acquistate nella prima settimana dalla pubblicazione. Sempre nel Regno Unito è stato certificato doppio disco di platino dall'industria fonografica britannica, mentre negli Stati Uniti ha venduto 208.000 copie. In Italia ha raggiunto il disco di platino con le sole prenotazioni. Nonostante sia il quarto disco degli Oasis ad aver ottenuto la prima posizione delle classifiche del Regno Unito, è ricordato come l'album in studio del gruppo che ha venduto meno (4 milioni di copie nel mondo).
Nell'aprile del 2006 la rivista Q Magazine ha stilato una classifica dei "50 album più brutti di sempre", inserendo il disco alla posizione numero 46 e definendolo come "il punto più basso della carriera musicale degli Oasis". Questo creò varie controversie, dato che la stessa rivista aveva accolto molto favorevolmente l'album al momento della sua pubblicazione e, inoltre, l'aveva inserito nella sua lista dei "50 album migliori del 2000".

## Antefatti
L'album appartiene al momento più travagliato della storia degli Oasis. Nel 1999, durante le registrazioni dell'album, lasciarono il gruppo due tra i membri fondatori (Paul "Bonehead" Arthurs e Paul "Guigsy" McGuigan, rispettivamente chitarrista e bassista del gruppo). I loro sostituti, Gem Archer e Andy Bell, si unirono ufficialmente al gruppo solamente durante le registrazioni del successivo Heathen Chemistry e non figurano, quindi, tra gli autori del disco. Fu assunto anche un nuovo produttore, Mark "Spike" Stent, in sostituzione di Owen Morris, storico produttore dei precedenti album della band di Manchester.
Il titolo dell'album si rifà alle parole rese celebri da Sir Isaac Newton: If I can see further than anyone else, it is only because I am standing on the shoulders of giants ("Se riesco a guardare più lontano di chiunque altro è solo perché sono sulle spalle dei giganti"). Il fisico si riferiva all'importanza che le conquiste del passato rivestono nello sviluppo del pensiero moderno e nelle scoperte scientifiche. Noel Gallagher notò la citazione su una moneta da 2£, mentre si trovava in un pub, e gli piacque così tanto che pensò si potesse adattare bene al nuovo album. Così, un po' alticcio, si annotò la frase su un pacchetto di sigarette, solamente che nel copiare tralasciò per sbaglio la "s" finale di "Shoulders". La mattina seguente vide solo la parte finale della frase, credendo di averla scritta tutta.
Le defezioni di "Bonehead" e "Guigsy" mentre l'album era ancora in produzione impose alla band di registrare nuovamente le parti per basso e seconda chitarra per motivi legali. Mentre "Bonehead" fu sostituito quasi subito dall'ex frontman degli Heavy Stereo Gem Archer, il ruolo di bassista rimase scoperto per qualche mese. Così il video del singolo di lancio, Go Let It Out, vide Noel nelle insolite vesti di bassista, Archer nel ruolo di Noel e Liam nelle vesti di chitarrista ritmico al posto di Archer. Tra gli autori dell'album figurano, tuttavia, solo i nomi di Noel e Liam Gallagher e del batterista Alan White.

## Descrizione
L'album ha un sound moderno ed efficace, completato da campionamenti di batteria, parti per sitar elettrico, mellotron e chitarre di accompagnamento. Queste caratteristiche ne fanno un disco più sperimentale, dove evidenti sono le influenze dell'elettronica e del rock psichedelico. Canzoni quali Go Let It Out, l'indianeggiante Who Feels Love? e la progressiva Gas Panic! si discostano molto dal classico stile britpop della band, mentre Fuckin' in the Bushes è considerato il brano degli Oasis che più si avvicina all'hard rock, per la presenza di riff di chitarra in stile Led Zeppelin. L'album pare prendere le distanze dal consueto ottimismo che pervadeva le canzoni del gruppo. Tracce come la già citata Gas Panic!, Sunday Morning Call e Where Did It All Go Wrong? per certi versi mostrano, infatti, il lato più oscuro e più pessimistico del lirismo di Noel Gallagher, probabilmente influenzato dal momento di crisi vissuto dalla band, coincidente con le defezioni dei membri fondatori Arthurs e McGuigan e la disintossicazione dello stesso Noel dalle droghe durante la stesura dell'album.
Il brano di apertura, Fuckin' in the Bushes, fa parte della colonna sonora del film Snatch di Guy Ritchie e, da questo tour in avanti, sarebbe stata utilizzata come introduzione in attesa della salita della band sul palco in quasi tutti i concerti degli Oasis. Contiene tre clip audio. La prima contiene le parole pronunciate da Rikki Farr, organizzatore del Festival dell'Isola di Wight del 1970, contro alcuni hippy che volevano accedere al festival musicale abbattendo i cancelli e non pagando il biglietto. La frase è tratta dal film Message to love e recita:
Nella seconda clip, ripetuta otto volte, si ascolta una voce maschile che dice:
Nell'ultima clip è presente una voce femminile che dice per due volte:
Si tratta del primo disco degli Oasis in cui non tutte le canzoni sono opera esclusiva di Noel Gallagher. La quinta traccia Little James è infatti opera di Liam Gallagher, che l'ha dedicata al piccolo James Kerr, figlio della ex moglie Patsy Kensit.
Nella versione dell'album destinata al mercato giapponese è presente un'undicesima traccia, Let's All Make Believe.
Il secondo singolo estratto "Who Feels Love" probabilmente non è tra i brani di maggiore impatto del disco, tanto da essere accolto molto tiepidamente dai fans. Si cercò di invertire la rotta con il terzo singolo "Sunday Morning Call", con una melodia e un refrain molto importanti.
Negli anni l'album è stato fortemente rivalutato sia dai fan sia dalla critica, in quanto contiene molti brani melodicamente molto riusciti. Anche il sound, che costituisce un unicum nella carriera degli Oasis, viene considerato come un interessante esperimento che di fatto ha posto fine agli anni '90. 
In rete molti seguaci dei fratelli Gallagher si sono sempre chiesti il motivo per cui un brano come "Let's All Make Believe" molto gradito anche per la performance canora del cantante Liam, non sia entrato a fare parte dell'album, ma sia rimasto relegato a b-side. Il brano è divenuto con il tempo "di culto" come già accaduto con altre b-side degli album precedent.

## Copertina
Simon Halfon, il responsabile della copertina dell'album, dovette risolvere un problema piuttosto difficile. In un'intervista dell'epoca dichiarò:
Inizialmente l'idea per la copertina del disco era quella di rendere omaggio a René Burri (un fotografo svizzero che negli anni sessanta aveva fotografato personaggi come Che Guevara, Fidel Castro e Picasso), prendendo spunto da una sua foto del panorama di San Paolo che ritraeva quattro persone in cima a un tetto. L'idea piacque subito a Noel, ma questi non voleva portare la band in Brasile, cui preferì New York.
La foto della copertina dell'album è una vista panoramica dei tetti del quartiere di Rockefeller Center, famoso per l'altezza dei suoi diciannove grattacieli, dove si può notare in primo piano l'Empire State Building, attualmente uno degli edifici più alti al mondo. In alcune parti la città è illuminata dal sole, mentre in altre no. Per creare questo effetto del cielo è stata scattata una fotografia ogni mezz'ora per un giorno intero. La foto non ha subito nessuna modifica dei colori, ma è il risultato della sovrapposizione dei diversi scatti fatti durante il giorno.

## Accoglienza
| Recensione    | Giudizio |
| ------------- | -------- |
| AllMusic      |          |
| NME           |          |
| Q             |          |
| Rolling Stone |          |
| Sputnikmusic  | 3.5/5    |

La critica fu piuttosto fredda nei confronti dell'album e si soffermò sulla prevalenza di elementi di pessimismo nei testi. Lo stesso Noel anni dopo ebbe a dire:
Nella composizione delle canzoni l'impegno di Noel fu totale, visto che a un certo punto, prima dell'arrivo di Andy Bell, dovette suonare da sé le parti di basso.
La rivista Q fu più benevola con il disco, assegnandogli 4 stelle su 5 di valutazione e inserendo Let's All Make Believe, lato B del primo singolo Go Let It Out, nella lista delle 500 tracce perdute, una selezione delle gemme nascoste, ovvero i brani meno reclamati della musica mondiale, ma ugualmente meritevoli di attenzione. La rivista scrisse che "se Let's All Make Believe fosse stata inserita nell'album, probabilmente avrebbe valso al disco un'altra stella (di valutazione)".
A dispetto dei commenti poco entusiastici della stampa musicale, Liam e Noel Gallagher hanno messo in evidenza come la diversità del disco da quelli precedenti della band rappresenti un valore aggiunto. Nel 2002, intervistato da Gary Crowley su BBC Radio 1, Liam dichiarò:
Noel disse di considerare "Go Let It Out alla pari con le cose migliori che abbia mai fatto" e nel 2005, intervistato per Rock Profiles, ha ribadito che "Fuckin' In The Bushes, Go Let It Out, Gas Panic and Where Did It All Go Wrong? le ritengo canzoni vere".

## Tracce
Testi e musiche di Noel Gallagher, eccetto dove indicato.
1. Fuckin' in the Bushes – 3:18
2. Go Let It Out – 4:38
3. Who Feels Love? – 5:44
4. Put Yer Money Where Yer Mouth Is – 4:27
5. Little James – 4:15 (Liam Gallagher)
6. Gas Panic! – 6:08
7. Where Did It All Go Wrong? – 4:26
8. Sunday Morning Call – 5:12
9. I Can See a Liar – 3:12
10. Roll It Over – 6:31

## Formazione

### Oasis
- Liam Gallagher – voce (tracce 2–6, 9–10), tamburello
- Noel Gallagher – chitarra solista, chitarra ritmica, basso, tastiere, cori, voce (tracce 7–8), voce secondaria (traccia 4)
- Alan White – batteria, percussioni

#### Altri musicisti
- Paul Stacey – tastiere, chitarra addizionale (traccia 1, 3), basso (tracce 3, 6, 9–10), chitarra acustica addizionale (traccia 7)
- Mark Coyle – sitar elettrica (traccia 4), chitarra a dodici corde acustica (traccia 5)
- Mark Feltham – armonica (traccia 6)
- Charlotte Glasson – flauto (traccia 6)
- P. P. Arnold – cori (tracce 1, 4, 10)
- Linda Lewis – cori (tracce 1, 4, 10)

## Classifiche

### Classifiche settimanali
| Classifica (2000) | Posizione massima |
| ----------------- | ----------------- |
| Australia         | 6                 |
| Austria           | 3                 |
| Belgio (Fiandre)  | 12                |
| Belgio (Vallonia) | 15                |
| Canada            | 8                 |
| Finlandia         | 4                 |
| Francia           | 6                 |
| Germania          | 5                 |
| Giappone          | 4                 |
| Irlanda           | 1                 |
| Italia            | 1                 |
| Norvegia          | 4                 |
| Nuova Zelanda     | 8                 |
| Paesi Bassi       | 16                |
| Regno Unito       | 1                 |
| Spagna            | 8                 |
| Stati Uniti       | 24                |
| Svezia            | 3                 |
| Svizzera          | 3                 |

### Classifiche di fine anno
| Classifica (2000) | Posizione |
| ----------------- | --------- |
| Regno Unito       | 26        |
| Svizzera          | 84        |

## Demo
Nel gennaio 2001 iniziò a trapelare su internet un bootleg di sessioni dimostrative tenute per preparare l'album. La maggior parte di queste registrazioni vedono Noel come cantante, che le registrò grazie all'aiuto di una coppia di amici nella sua casa-studio a Supernova Heights.
La tracklist del bootleg è la seguente:
1. Carry Us All
2. Who Feels Love?
3. Fuckin' in the Bushes
4. Little James
5. Gas Panic!
6. Put Yer Money Where Yer Mouth Is
7. Sunday Morning Call
8. I Can See a Liar
9. Go Let It Out
10. Roll It Over
11. Revolution Song
12. Where Did It All Go Wrong?
13. (As Long As They've Got) Cigarettes in Hell
14. Just Getting Older
15. Let There Be Love

Al momento della pubblicazione dell'album quattro canzoni (Carry Us All, Revolution Song, Just Getting Older e Let There Be Love) furono tagliate fuori dal disco e non furono pubblicate né come canzoni della tracklist né come b-side dei singoli poi estratti dall'opera (ad eccezione di Carry Us All, divenuta b-side di Sunday Morning Call). Di questi brani non esiste, tra l'altro, alcuna documentazione scritta, ad eccezione di Revolution Song, che era stata citata da Paolo Hewitt nel suo libro Six months on the road with Oasis del 1999. Si presume che i titoli degli altri tre brani siano stati ispirati da frasi ripetute dai membri della band nelle altre registrazioni. Inizialmente a Revolution Song era stato dato il nome Solve My Mistery, mentre a Let There Be Love era stato dato il titolo It's a Crime. Il brano Let There Be Love sarebbe stato pubblicato nell'album Don't Believe the Truth del 2005.